# Octave Monjoin
Octave Monjoin, ook bekend onder de naam Anthelme Mangin, was een Franse gerepatrieerde soldaat die werd gevonden langs de kant van een spoorlijn op station Lyon in Frankrijk op 1 februari 1918. De man kwam verdwaasd over, had geen papieren of portefeuille op zak en bij het vragen naar zijn naam mompelde hij iets wat leek op 'Anthelme Mangin'.
Monjoin bleek aan geheugenverlies te lijden en wist zelfs zijn eigen identiteit niet meer. Niemand wist wat er met hem moest gebeuren. Hij werd linea recta in een gesticht geplaatst. Na 4 jaar plaatste de dokter van het gesticht een foto van hem in de krant. Hierop kwamen bijna 300 reacties. Allen herkenden in het portret het gezicht van hun overleden oom, zoon of echtgenoot.
Afmetingen van hun overleden familielid of geliefde werden vergeleken met de 'Onbekende Soldaat'. Zelfs wanneer de afmetingen er ver vanaf zaten kwamen er irrationele rederingen naar voren, zoals: 'Dan zal hij wel gekrompen zijn in de oorlog'. Het werd een heuse nationale obsessie.
In 1936 herkende zijn broer hem, en uiteindelijk, in 1937, kwam zijn ware naam - Octave Monjoin - uit de Duitse archieven tevoorschijn. In 1938 werd zijn identiteit officieel vastgesteld door de rechtbank van Rodez, en werd hij herenigd met zijn vader en zijn broer, die echter twee maanden later beiden bij een auto-ongeval om het leven kwamen.
Monjoin overleed in een psychiatrische kliniek in 1942. Vandaag de dag is Lucy Lemay nog steeds verwikkeld in een rechtszaak, omdat ervan overtuigd is dat het haar grootvader is die begraven ligt, en niet die van de familie aan wie hij is 1938 is toegewezen. Zij eist dat hij wordt opgegraven om zo DNA-onderzoek te kunnen laten verrichten.
Dit tragische oorlogsverhaal over geheugenverlies inspireerde de Franse cineast Jean Anouilh voor zijn prent, Le Voyageur sans bagage (1943). Geert Mak berichtte over Monjoin in de televisiereeks In Europa in de uitzending over het jaar 1916 - Somme.